# Hysterothylacium auctum
Hysterothylacium auctum is een rondwormensoort uit de familie van de Anisakidae. De wetenschappelijke naam van de soort is voor het eerst geldig gepubliceerd in 1802 door Rudolphi.